# Le Repos (Manet)
Le Repos d'Édouard Manet est une œuvre datant de 1871 environ. C'est une huile sur toile de 150,2 × 114 cm qui représente Berthe Morisot en robe blanche alors qu'elle est assise éventail en main dans un canapé rouge. Elle est conservée au Rhode Island School of Design Museum de Providence, aux États-Unis.